# Ozarba transversa
Ozarba transversa là một loài bướm đêm trong họ Noctuidae.